# Marina Alekszejevna Ladinyina
Marina Alekszejevna Ladinyina (oroszul: Марина Алексеевна Ладынина) Nazarovo falu, 1908. június 24. (Gergely-naptár sz.) – Moszkva, 2003. március 10.) orosz szovjet színésznő.

## Pályája
Szibériában, a Jenyiszeji kormányzóság (ma: Krasznojarszki határterület) Nazarovo nevű falujában született (1961 óta – város). Gyerekkorában már rendszeresen fellépett a helyi rendezvényeken, később a közeli Acsinszk város színházában helyettesítette a megbetegedett színésznőket („beugrott”). Az iskola befejezése után tanítónő lett, később Szibériából a Szmolenszki kormányzóságba, apja szülőfalujába költözött, ott is tanított és a színpadról ábrándozott. Végül felutazott Moszkvába, hogy a színművészeti főiskolán (GITISZ) felvételi vizsgát tegyen. Azonnal fölvették, és a diploma megszerzése (1933) után – ritka kivételként – a híres Moszkvai Művész Színház szerződtette. Hamarosan jelentősebb szerepekben is feltűnt. Első házassága Ivan Ljubeznov színésszel rövid volt. 1935-ben megismerkedett Ivan Pirjevvel, az akkor már sikeres, energikus, jó kapcsolatokkal rendelkező filmrendezővel. Mindketten felbontották előző házasságukat, összeházasodtak, és férje hatására Ladinyina a színháztól végleg átpártolt a filmhez.
Pirjev műfaja a falusi környezetben játszódó zenés vígjáték volt. Első közös alkotásuk, A gazdag menyasszony című filmben a betakarítási munkákban élenjáró kolhozista lány az ugyancsak élenjáró traktoristába szerelmes, és a fiatalok a könyvelő mesterkedései ellenére végül egymáséi lesznek. Férjének a kolhozok idealizált világában játszódó, habkönnyű vígjátékainak női főszereplőjeként, csillogó szemű, vidám fiatal lányaként a nézők gyorsan megszerették, a Traktoristák (Boldog ifjúság) bemutatója után hazájában Ladinyina a műfaj első számú csillaga lett. A Szibériai rapszódiában fiatal énekesnőt alakított, csak 1949-ben, a Vidám vásárban kapott először felnőtt szerepet: a határozott, kemény kolhozelnöknőt játszotta.  Egy-két kivételtől eltekintve kizárólag férje filmjeiben szerepelt, kétévente jelent meg egy-egy új filmjük. A nézők rajongásához hivatalos elismerés is társult. A szovjet színésznők közül egyedül ő kapott ötször Sztálin díjat, mindet Pirjev filmjeinek köszönhetően. Férjét a felső körökhöz szoros kapcsolatok fűzték, az 1950-es évek elején a Filmművészek Szövetsége elnöke volt.
Utolsó, kilencedik közös filmjükben (A hűség próbája, 1954) Ladinyina egy feleséget alakít, akit elhagy a férje. Mintha a saját sorsát játszotta volna el: tizennyolc év múltán az ő házasságuk is felbomlott. Férje a még pályakezdő színésznővel, Ljudmila Marcsenkóval kezdett viszonyt, Ladinyina ezt nem bocsátotta meg. A válás filmszínészi karrierjének végét is jelentette. Egyszerre férj, támogató és szerepek nélkül maradt, nem is állt többé felvevőgép előtt. Egy ideig a Filmszínészek Színházával vendégszerepléseken lépett fel. Hosszú életének második felében jelentősebb színészi feladata nem volt. Majdnem 90 évesen, 1997-ben megkapta a tekintélyes filmszakmai kitüntetést, a Nyika életműdíjat. Elfeledve, 95 éves korában halt meg.
Pirjevvel kötött házasságából egy fia született, aki anyja vezetéknevét kapta: Andrej Ladinyin filmrendező. Szülei kapcsolatáról, válásukról és anyja magánéletének egyes részleteiről különféle szóbeszédek keringtek, ezekről a Ladinyina születésének 100. évfordulóján  készült interjúban mondott véleményt. Szerinte anyjának később is ajánlottak filmszerepeket, de ő nehezen fogadta el az öregedést, nem akart idős asszonyokat alakítani, ezért elutasította az ilyen ajánlatokat.

## Filmjei
- 1935 – Az ellenség ösvényei (Вражьи тропы)
- 1937 – A gazdag menyasszony (Богатая невеста) – (R. Ivan Pirjev)
- 1939 – Traktoristák [Boldog ifjúság] (Трактористы) – (R. Ivan Pirjev)
- 1940 – A szeretett lány (Любимая девушка) – (R. Ivan Pirjev)
- 1941 –  A pásztor csókja (Свинарка и пастух) – (R. Ivan Pirjev)
- 1942 – Antosa Ribkin (rövid játékfilm) (Антоша Рыбкин) – (R. Konsztantyin Jugyin)
- 1942 – A párttitkár (Секретарь райкома) – (R. Ivan Pirjev, Alekszandr Ptusko)
- 1944 – Este 6-kor háború után (В шесть часов вечера после войны) – (R. Ivan Pirjev)
- 1947 – Szibériai rapszódia (Сказание о земле Сибирской) – (R. Ivan Pirjev)
- 1949 – Vidám vásár (Кубанские казаки) –  (R. Ivan Pirjev)
- 1951 – Tarasz Sevcsenko (Тарас Шевченко) – (R. Igor Szavcsenko)
- 1954 – A hűség próbája (Испытание верности) –  (R. Ivan Pirjev)
- 1963 – Dunajevszkij melódiái (Мелодии Дунаевского) – (Archív anyagok és korábbi filmek részleteiből összeállított film. R. Erik Pirjev)